# Richter (Deutschland)
Ein Richter oder eine Richterin ist Inhaber eines öffentlichen Amtes bei einem Gericht, der – als Einzelrichter oder Mitglied eines Spruchkörpers – Aufgaben der Rechtsprechung wahrnimmt. Dabei soll er als neutrale Person unparteiisch Recht gegen jedermann sprechen. Um zu garantieren, dass nur neutrale Richter zur Entscheidung berufen sind, sehen die Verfahrensordnungen vor, dass Richter in bestimmten Fällen kraft Gesetzes vom Richteramt ausgeschlossen sind (etwa bei einem engen Verwandtschaftsverhältnis zu einer Partei oder wenn sie selbst vom Gegenstand des Rechtsstreits betroffen sind). Zudem kann bei Besorgnis der Befangenheit ein Ablehnungsgesuch gegen den Richter gestellt werden.
Der Richter ist bei seiner Entscheidungsfindung nur an Recht und Gesetz gebunden. Für Deutschland ergibt sich dies aus Art. 20 Abs. 3, Art. 97 Abs. 1 Grundgesetz (GG). Nach Art. 92 GG ist die rechtsprechende Gewalt (nur) den Richtern anvertraut.
In Deutschland unterscheidet man grundsätzlich zwischen Berufsrichtern und ehrenamtlichen Richtern.

## Berufsrichter

### Allgemeines
Berufsrichter stehen nicht in einem Arbeitsverhältnis, sondern beim Bund oder einem Land in einem öffentlich-rechtlichen Dienstverhältnis eigener Art, dem Richterverhältnis, das dem Dienstverhältnis eines Beamten ähnlich ist.
Berufsrichter sind in der Regel auf Lebenszeit ernannt, daneben gibt es Richter auf Zeit und Richter kraft Auftrags, etwa Beamte, die später zum Richter auf Lebenszeit ernannt werden sollen (§ 8 Deutsches Richtergesetz DRiG). Professoren können zum Richter auf Lebenszeit ernannt werden und sind dann neben ihrem weiterhin ausgeübten Amt als Professor als Richter im Nebenamt tätig. Die Ernennung zum Richter erfolgt durch Aushändigung einer Urkunde (§ 17 DRiG). Jedem Richter auf Lebenszeit und auf Zeit ist ein Richteramt bei einem bestimmten Gericht zu übertragen (§ 27 DRiG).
Der Richter hat sich mit vollem persönlichem Einsatz seinem Beruf zu widmen (§ 46, § 71 DRiG in Verbindung mit § 61 BBG und § 34 BeamtStG). Die Dienstpflichten des Richters konkretisiert der Geschäftsverteilungsplan des jeweiligen Gerichts.

Robe der Richter (ordentliche Gerichtsbarkeit) im Landesdienst

Zu den Dienstpflichten des Richters gehören weiterhin die Pflicht, den Richtereid zu leisten (§ 38 DRiG), das Mäßigungsgebot, also die Pflicht, sich innerhalb und außerhalb des Dienstes so zu verhalten, dass das Vertrauen in seine Unabhängigkeit nicht gefährdet wird (§ 39 DRiG), sowie die Pflicht zur Wahrung des Beratungsgeheimnisses, also die Pflicht, über Beratungen und Abstimmungen zu schweigen (§ 43 DRiG). Ein Richter darf weder außerdienstlich Rechtsgutachten erstatten noch entgeltlich Rechtsauskünfte erteilen (§ 41 DRiG). Ausnahmen gelten insoweit für Richter, die zugleich Hochschullehrer sind. Traditionell ist der Richter in Deutschland auch zum Tragen der Amtstracht (in Form einer Robe) verpflichtet.
Zu den Rechten des Berufsrichters gehört das Recht auf Fürsorge und Schutz durch den Dienstherrn. Insbesondere hat der Richter ein Recht auf angemessene Besoldung. Die Einzelheiten sind in der jeweiligen Besoldungsordnung R des Bundes und der Länder geregelt. Im europäischen Vergleich befindet sich die Richterbesoldung in Deutschland unter den Schlusslichtern. Da im Gegensatz zu Beamten einiger Fachrichtungen Richter nicht regelmäßig befördert werden, sehen die Besoldungsordnungen regelmäßige Erhöhungen der Besoldung nach Erfahrungsstufen (bzw. bis Februar 2012 nach Lebensalter) vor. Ähnlich wie Beamte erhalten Richter nach Eintritt in den Ruhestand ein Ruhegehalt. Ebenso wie Beamte haben Richter einen Anspruch auf Beihilfe im Krankheitsfall sowie einen Anspruch auf Urlaub.
Richter unterstehen ähnlich wie Beamte einer Dienstaufsicht, die durch die richterliche Unabhängigkeit eingeschränkt ist. Als Maßnahmen der Dienstaufsicht sind nur der Vorhalt und die Ermahnung zulässig (§ 26 Abs. 2 DRiG). Behauptet ein Richter, dass er durch eine Maßnahme der Dienstaufsicht in seiner Unabhängigkeit beeinträchtigt werde, kann er einen Antrag an das zuständige Dienstgericht stellen (§ 26 Abs. 3 DRiG).
Verstöße gegen die Dienstpflicht von Richtern können durch Disziplinarmaßnahmen geahndet werden. Als mildeste Disziplinarmaßnahme kann der Dienstvorgesetzte durch Disziplinarverfügung einen Verweis aussprechen. In schwereren Fällen kann gegen Richter auf Lebenszeit oder Richter auf Zeit im förmlichen Disziplinarverfahren durch den Spruch eines Dienstgerichts auf Geldbuße, Gehaltskürzung, Versetzung in ein anderes Richteramt mit geringerem Endgrundgehalt oder Entfernung aus dem Dienst erkannt werden. Bei Einleitung des förmlichen Disziplinarverfahrens kann der Richter durch Entscheidung des Dienstgerichts vorläufig des Dienstes enthoben werden. Gegen Richter auf Probe und Richter kraft Auftrages findet kein förmliches Disziplinarverfahren statt, diese können vielmehr bei einem Verhalten, das bei Richtern auf Lebenszeit eine im förmlichen Disziplinarverfahren zu verhängende Disziplinarmaßnahme zur Folge hätte, entlassen werden (§ 22 Abs. 3, § 23 DRiG).
Das Dienstverhältnis der Berufsrichter endet kraft Gesetzes regelmäßig mit Erreichen des siebenundsechzigsten Lebensjahres (§ 48 Abs. 1 DRiG für die Bundesrichter, die Landesgesetze sehen ähnliche Regelungen vor) oder durch den Tod des Richters. Der Richter ist aus dem Dienst zu entlassen, wenn er schriftlich seine Entlassung verlangt oder wenn sonstige gesetzlich geregelte – in der Praxis wenig bedeutende – Gründe vorliegen (§ 21 DRiG). Bei bestimmten strafrechtlichen Verurteilungen, insbesondere zu einer Freiheitsstrafe von mindestens einem Jahr wegen einer vorsätzlichen Tat, endet das Richterverhältnis kraft Gesetzes, ohne dass es einer weiteren gerichtlichen Entscheidung bedarf (§ 24 DRiG). Darüber hinaus kann ein Richter auf Lebenszeit oder auf Zeit ohne seine Zustimmung nur im Verfahren über die Richteranklage (Art. 98 Abs. 2 und 5 GG), im gerichtlichen Disziplinarverfahren, im Interesse der Rechtspflege (§ 31 DRiG) oder – bei Belassung seines vollen Gehalts – bei Veränderung der Gerichtsorganisation (§ 32, § 33 DRiG) in ein anderes Amt versetzt oder entlassen werden.

### Ausbildung und Einstellung
Die Befähigung zum Richteramt (als Berufsrichter) wird in Deutschland durch das Studium der Rechtswissenschaft an einer Universität, das mit der ersten Prüfung abgeschlossen wird, und den anschließenden Vorbereitungsdienst, der mit der zweiten Staatsprüfung abgeschlossen wird, erworben (§ 5 DRiG). Die erste Prüfung besteht aus der Schwerpunktbereichsprüfung an der Hochschule und der Pflichtfachprüfung durch die zuständige Landesbehörde. Die Landesbehörde ist entweder das Landesjustizprüfungsamt für das gesamte Bundesland (etwa in Niedersachsen) oder – in manchen Bundesländern – Prüfungsämter bei den jeweiligen Oberlandesgerichten (etwa in Nordrhein-Westfalen).
Das Studium muss grundsätzlich mindestens vier Jahre dauern, davon mindestens zwei Jahre an einer deutschen Universität, außerdem müssen während der vorlesungsfreien Zeit drei Monate an praktischer Ausbildung nach Maßgabe des Landesrechts absolviert werden. Der anschließende Vorbereitungsdienst (Referendariat) dauert zwei Jahre. Er bietet die Gelegenheit, in verschiedenen Arbeitsfeldern praktische Erfahrung zu sammeln (Zivil-, Straf-, Verwaltungsrecht, Staatsanwaltschaft, Rechtsanwalt und Wahlstation) und schließt mit dem zweiten (großen) Staatsexamen ab. Mit Bestehen dieser Prüfung wird die Befähigung zum Richteramt erworben. Juristen mit der Befähigung zum Richteramt werden auch als „Volljuristen“ bezeichnet.
Die Anstellung als Richter erfolgt grundsätzlich zunächst als Richter auf Probe (§ 12 Abs. 1 DRiG). In der Probezeit kann der Richter in den ersten zwei Jahren ohne besonderen Grund entlassen werden (§ 22 Abs. 1 DRiG). Nach Ablauf des dritten oder vierten Jahres kann der Richter auf Probe entlassen werden, wenn er für das Richteramt nicht geeignet ist oder wenn weitere, im Gesetz geregelte, Gründe vorliegen (§ 22 Abs. 2 und 3 DRiG). Wird der Richter auf Probe nicht entlassen, ist er nach mindestens drei (§ 10 Abs. 1 DRiG) und höchstens fünf Jahren (§ 12 Abs. 2 DRiG) zum Richter auf Lebenszeit zu ernennen. Die jeweilige Landesjustizverwaltung stellt nur so viele Assessoren in den Justizdienst ein, wie nach Ablauf der Probezeit entsprechende Planstellen für Richter und Staatsanwälte auf Lebenszeit vorhanden sind.
Faktische Voraussetzung für eine Einstellung als Richter ist eine weit überdurchschnittlich gute Note (derzeit zumeist nicht unter 8 Punkten, d. h. „oberes befriedigend“) im zweiten Staatsexamen. Einen solchen Notendurchschnitt (oder eine noch bessere Note) erreichen im langjährigen Schnitt nur ca. 15 Prozent der Absolventen. In manchen Bundesländern wird außerdem noch das erfolgreiche Bestehen eines umfangreichen Einstellungstests (Assessment-Center) vorausgesetzt. Derzeit und in absehbarer Zukunft werden faktisch im bundesweiten Durchschnitt weniger als fünf Prozent der Rechtsreferendare eines Jahrgangs als Richter auf Probe eingestellt.
Neben Volljuristen sind alle deutschen ordentlichen Universitätsprofessoren im Fachgebiet Rechtswissenschaft unabhängig von ihrer Vorbildung zum Richteramt befähigt (§ 7 DRiG).
Besonderheiten gelten für die Richter des Bundesverfassungsgerichts und der Verfassungsgerichte der Länder. So sind Richter des Bundesverfassungsgerichts nicht auf Lebenszeit ernannt, sondern für die Dauer von zwölf Jahren. Auch Richter der Verfassungsgerichte der Länder sind oft auf Zeit gewählt. Zudem müssen an mehreren Verfassungsgerichten der Länder nicht alle Richter zum Richteramt befähigt sein, etwa am Verfassungsgericht des Landes Baden-Württemberg oder am Verfassungsgerichtshof Rheinland-Pfalz.
Zum technischen Richter beim Bundespatentgericht sind auch Personen befähigt, die nach dem Abschluss eines naturwissenschaftlichen oder technischen Studiums über eine mindestens fünfjährige praktische Berufserfahrung und über die erforderlichen Rechtskenntnisse (vor allem auf dem Gebiet des Patentrechts) verfügen.

### Anzahl
Zum Stichtag 31. Dezember 2018 gab es nach Vollzeitäquivalenten in Deutschland insgesamt etwa 21.340 Berufsrichter, also durchschnittlich ein Richter für 4.000 Einwohner. Davon entfielen etwa 15.490 Berufsrichter auf die Ordentliche Gerichtsbarkeit, 2350 auf die Verwaltungsgerichtsbarkeit, 1880 auf die Sozialgerichte, 930 auf die Arbeitsgerichte, 560 auf die Finanzgerichte, 100 auf das Bundespatentgericht, 16 auf das Bundesverfassungsgericht und 14 auf die Truppendienstgerichte. Von den 21.340 Berufsrichtern waren 125 Richter kraft Auftrags und 2580 Richter auf Probe. Von den 15.490 Berufsrichtern der ordentlichen Gerichtsbarkeit waren 4.580 im Bereich Straf- und Bußgeldsachen verwendet und 1190 im Bereich der Freiwilligen Gerichtsbarkeit. Zum Vergleich standen den 4.580 im Bereich Straf- und Bußgeldsachen 5880 Staatsanwälte gegenüber. Der Frauenanteil an der Richterschaft war mit 48,66 Prozent an den Sozialgerichten am höchsten. An Oberlandesgerichten waren 1830 Berufsrichter tätig, an Landgerichten 5330 und an Amtsgerichten 8100.

### Amtsbezeichnungen
Die Bezeichnung „Richter“ ohne jeden Zusatz (§ 19a Abs. 3 DRiG) führen Richter auf Probe § 12 DRiG,
nach fünf Jahren Dienstzeit mit Bezügen sind sie zum Richter auf Lebenszeit zu ernennen.
Die Amtsbezeichnungen richten sich nach § 19a DRiG:
- „Richter am …gericht“ für den Einzelrichter, beisitzenden Richter und Richter kraft Auftrags,
- „Vorsitzender Richter am …gericht“ für den vorsitzenden Richter im Kollegialspruchkörper,
- „Direktor des …gerichts“ für den Leiter eines Amts-, Arbeits- oder Sozialgerichts (bis zu einer bestimmten Größe des Gerichts),
- „Präsident des …gerichts“ für den Leiter eines anderen Gerichts und großer erstinstanzlicher Gerichte (so genannter Präsidialgerichte),
- „Vizepräsident des …gerichts“ für den ständigen Vertreter eines Präsidenten.

Vor der Einführung der eigenständigen Besoldungsordnung führte ein
- Richter am Amtsgericht die Bezeichnung „Amtsrichter“ (vor 1945), „Amtsgerichtsrat“ oder „Oberamtsrichter“ (beide regional unterschiedlich vor und nach 1945, besonders die Gerichtsvorstände),
- Richter am Landgericht „Landgerichtsrat“,
- Vorsitzender Richter am Landgericht „Landgerichtsdirektor“,
- Richter am Oberlandesgericht „Oberlandesgerichtsrat“,
- Vorsitzender Richter am Oberlandesgericht „Senatspräsident“ und
- Richter am Bundesgerichtshof „Bundesrichter“.

- Rechtshistorisch ist der Begriff des „Hilfsrichters“. Das frühe GVG verstand hierunter einen Berufsrichter, der an ein Gericht bei Bedarf ohne feste Planstelle abgeordnet werden konnte.[10]

Abweichend von § 19a DRiG ist die Bezeichnung am Bundesverfassungsgericht „Richter/Präsident/Vizepräsident des Bundesverfassungsgerichts“, indirekt festgelegt in den § 11, § 12, § 15 Bundesverfassungsgerichtsgesetz (BVerfGG).

## Ehrenamtliche Richter
Ehrenamtliche Richter sind Richter (und werden nach § 11 Strafgesetzbuch explizit als solche bezeichnet), die nicht die Befähigung zum Richteramt haben müssen. Nach Maßgabe der jeweiligen Verfahrensordnungen als Repräsentanten der Bevölkerung wirken sie an der Rechtsprechung mit (beispielsweise Schöffen im Strafprozess sowie ehrenamtliche Richter bei den Arbeits- und Sozial- und Landwirtschaftsgerichten, den Verwaltungs- und Finanzgerichten) und sollen den „gesunden Menschenverstand“ einbringen. Die ehrenamtlichen Richter beteiligen sich an der Rechtsfindung durch ihre Lebenserfahrung und Sachnähe. Teilweise wird die Sachnähe vom Gesetz sogar ausdrücklich verlangt: Bei den Arbeitsgerichten werden die ehrenamtlichen Richter je zur Hälfte aus den Kreisen der Arbeitnehmer und der Arbeitgeber entnommen (§ 16 Abs. 1 Satz 2 ArbGG), während die ehrenamtlichen Richter (Handelsrichter) an den Kammern für Handelssachen Kaufleute oder verantwortliche Mitarbeiter einer juristischen Person, die Kaufmann ist, sein müssen (§ 109 GVG).
Ehrenamtliche Richter dürfen nur in den gesetzlich bestimmten Fällen tätig werden (§ 44 Abs. 1 DRiG). Sie können nur unter den gesetzlich bestimmten Voraussetzungen und gegen ihren Willen nur durch Entscheidung eines Gerichts abberufen werden (§ 44 Abs. 2 DRiG). Ehrenamtliche Richter haben ebenso wie Berufsrichter das Beratungsgeheimnis zu wahren und vor der ersten Dienstleistung einen Eid zu leisten (§ 45 DRiG). Ehrenamtliche Richter führen in der Strafgerichtsbarkeit die Bezeichnung „Schöffe“, in den Kammern für Handelssachen die Bezeichnung „Handelsrichter“ und im Übrigen die Bezeichnung „ehrenamtlicher Richter“. Die Richterrobe tragen bundesweit nur die Handelsrichter, in Berlin die ehrenamtlichen Richter in der Verwaltungsgerichtsbarkeit sowie in Hamburg die ehrenamtlichen Richter in der Arbeitsgerichtsbarkeit; Schöffen und andere ehrenamtliche Richter tragen keine Robe.

## Haftung
Für Schäden, die ein Richter im Rahmen seiner dienstlichen Tätigkeit einem Dritten zufügt, haftet der Richter gemäß Art. 34 Satz 1 GG nicht selbst. Die Haftung trifft vielmehr dessen Dienstherr (Land oder Bund). Sofern der Schaden durch die Verletzung einer Amtspflicht bei einem Urteil verursacht wird, haftet gemäß § 839 Abs. 2 BGB in Verbindung mit Art. 34 Satz 1 GG die Körperschaft, bei der der Richter angestellt ist, nur dann, wenn die Pflichtverletzung des Richters in einer Straftat besteht, wobei diese Straftat eine Rechtsbeugung darstellen muss (so genanntes Richterspruchprivileg, missverständlich auch  Spruchrichterprivileg genannt). Der Begriff des Urteils im Sinne des § 839 Abs. 2 BGB umfasst neben Urteilen im technischen Sinn auch Beschlüsse, soweit es sich um eine richterliche Entscheidung handelt, die in einem nach den wesentlichen für das gerichtliche Verfahren geltenden Grundsätzen (Rechtliches Gehör, Begründungszwang, Ausschöpfung der Beweismittel) geführten Verfahren ergeht, die Instanz beendet und der Rechtskraft fähig ist.
Bei Vorsatz, der bei Rechtsbeugung immer vorliegt, oder grober Fahrlässigkeit des Richters kann die Körperschaft, bei der er angestellt ist, den Richter in Rückgriff nehmen.

## Strafrechtliche Verantwortung
Durch vorsätzliche falsche Anwendung des Rechts kann sich der Richter wegen Rechtsbeugung strafbar machen. Hinzu kommen können je nach Fallgestaltung weitere Delikte, z. B. Strafvereitelung im Amt, Freiheitsberaubung und Nötigung in mittelbarer Täterschaft. Wegen dieser Delikte kann der Richter aber nur bestraft werden, wenn er sich zugleich der Rechtsbeugung schuldig macht (so genannte „Sperrwirkung“ des Rechtsbeugungstatbestandes).

## Die richterliche Unabhängigkeit

### Allgemeines
Nach Art. 97 GG sind die Richter (persönlich und sachlich) unabhängig und nur dem Gesetze unterworfen. § 1 GVG und § 25 DRiG wiederholen diesen elementaren Grundsatz.
§ 39 DRiG verpflichtet die Richter ausdrücklich, ihre Unabhängigkeit innerhalb und außerhalb ihres Amtes, auch bei politischer Betätigung, zu wahren. Sehen sie ihre Unabhängigkeit durch Maßnahmen der Dienstaufsicht verletzt, steht ihnen der Rechtsweg zu dem Dienstgericht des Bundes, einem besonderen Senat des Bundesgerichtshofs offen (§ 26 Abs. 3, 61 ff. DRiG). Umgekehrt ist bei Verstößen gegen die verfassungsmäßige Ordnung eine Richteranklage zum Bundesverfassungsgericht möglich (Art. 98 Abs. 2 und Abs. 5 GG).
79 Abs. 3 GG gewährleistet die föderale Struktur der Bundesrepublik Deutschland und damit auch eine föderale Justizverwaltung. § 21e GVG regelt die gerichtliche Geschäftsverteilung durch das von den Richtern gewählte Präsidium.

### Dienstaufsicht
Richter sind unabhängig und nur dem Gesetz unterworfen (Art. 97 Abs. 1 GG, § 1 GVG, § 25 DRiG). Einer Dienstaufsicht untersteht der Richter nur, soweit nicht seine Unabhängigkeit beeinträchtigt wird (§ 26 Abs. 1 DRiG). Die richterliche Unabhängigkeit ist grundlegendes Merkmal einer rechtsstaatlichen Rechtspflege. Durch die richterliche Unabhängigkeit wird die für den Rechtsstaat unerlässliche Gewaltenteilung garantiert und sichergestellt, dass der rechtsunterworfene Bürger sich einem neutralen Richter gegenübersieht. Die richterliche Unabhängigkeit besteht im Interesse der Rechtssuchenden, ist also kein Grundrecht und kein Standesprivileg der Richter. Allerdings gehört der Grundsatz der sachlichen und persönlichen Unabhängigkeit zu den hergebrachten Grundsätzen des richterlichen Amtsrechts gemäß Art. 33 Abs. 5 GG und räumt dem Richter daher ein grundrechtsähnliches Individualrecht ein. Die Unabhängigkeit besteht nur gegenüber der Exekutive, nicht aber gegenüber der Gesetzgebung oder gegenüber im Rechtsmittelzug übergeordneten Gerichten, soweit das Gesetz eine Bindung an deren Entscheidungen anordnet.
Man unterscheidet die sachliche Unabhängigkeit und die persönliche Unabhängigkeit. Sachliche Unabhängigkeit bedeutet Freiheit von Weisungen. Dabei ist Weisung im weitesten Sinne zu verstehen: jede Art von Einflussnahme ist unzulässig. Weder ein Gerichtspräsident noch ein Justizminister kann einem Richter eine Anweisung geben, wie er einen bestimmten Fall zu entscheiden hat. Auch Beurteilungen und Maßnahmen der Dienstaufsicht dürfen keine ausdrückliche oder indirekte Anweisung enthalten, wie der Richter in Zukunft zu entscheiden hat. Die sachliche Unabhängigkeit kommt jedem Richter, auch dem Richter auf Probe und dem ehrenamtlichen Richter, zu. Persönliche Unabhängigkeit bedeutet, dass der Richter gegen seinen Willen in der Regel nicht aus seinem Amt entlassen oder versetzt werden kann (§ 30 DRiG). Die persönliche Unabhängigkeit dient der Absicherung der sachlichen Unabhängigkeit und soll verhindern, dass ein missliebiger Richter entlassen oder versetzt wird. Entlassungen oder Versetzungen als Disziplinarmaßnahme sind nur durch Richterspruch (also wiederum durch unabhängige Richter) möglich. Persönliche Unabhängigkeit kommt nur den auf Lebenszeit angestellten Richtern zu (Art. 97 Abs. 2 GG). Auch ehrenamtliche Richter können aber gegen ihren Willen nur unter bestimmten gesetzlichen Voraussetzungen und nur durch Entscheidung eines Gerichts abberufen werden (§ 44 Abs. 2 DRiG).

### Grenzen der richterlichen Unabhängigkeit
Die durch die richterliche Unabhängigkeit garantierte Weisungsfreiheit gilt nur für die richterliche Tätigkeit, also die Rechtsprechung, nicht aber für Aufgaben der Gerichtsverwaltung und der Justizverwaltung. Die richterliche Unabhängigkeit enthebt den Richter auch nicht von der Bindung an das Gesetz. Auch befreit die Weisungsfreiheit den Richter nicht von (allgemein gehaltener) Kritik und von Haftung für Amtspflichtverletzungen.
Die richterliche Unabhängigkeit stellt den Richter auch nicht von einer Dienstaufsicht frei. Er unterliegt der Dienstaufsicht insoweit, als nicht die richterliche Unabhängigkeit betroffen ist. Im Rahmen der Dienstaufsicht kann dem Richter die ordnungswidrige Ausführung der Dienstgeschäfte dann vorgehalten werden, wenn es um die Sicherung des ordnungsgemäßen Geschäftsablaufs, um die äußere Form, den so genannten Bereich der äußeren Ordnung, oder um richterliche Tätigkeiten geht, die dem Kernbereich der Unabhängigkeit so weit entrückt sind, dass für sie die Garantie der richterlichen Unabhängigkeit nicht in Anspruch genommen werden kann. So ist es zulässig, den Richter zur Pünktlichkeit und zu angemessenen Umgangsformen mit anderen Verfahrensbeteiligten anzuhalten. Zulässig sind nach der Rechtsprechung des Dienstgerichts des Bundes auch Geschäftsprüfungen, Vergleiche von Erledigungszahlen, Vorhalt von Rückständen, das Rügen einer gesetzwidrigen Terminierungspraxis und die Anregung, einen weiteren Sitzungstag in der Woche abzuhalten. Auch offensichtliche Fehlgriffe bei einer Entscheidung können dann beanstandet werden, wenn über den Fehler kein Zweifel bestehen kann. Jedoch darf die dienstaufsichtführende Stelle keine Würdigung der Sach- und Rechtslage vornehmen, die nur den Rechtsmittelgerichten zukommt. Der Inhalt einer Entscheidung ist im Übrigen aber der Dienstaufsicht entzogen.
Unzulässig ist eine Dienstaufsicht hingegen im Kernbereich der richterlichen Unabhängigkeit. Hierzu gehören nicht nur die Entscheidungen des Richters selbst, sondern auch alles, was hiermit in Zusammenhang steht, beispielsweise die Vorbereitung und Durchführung der mündlichen Verhandlung. So ist es unzulässig, einem Richter vorzuhalten, seine Verhandlungsführung sei nicht straff genug oder er bemühe sich zu sehr darum, die Parteien zu einem Vergleich zu bewegen.

### Richterliche Unabhängigkeit und Beurteilungen
Die regelmäßige Beurteilung von Richtern ist zulässig und verstößt nicht gegen die richterliche Unabhängigkeit. Denn für sachgerechte Personalentscheidungen sind Beurteilungen unverzichtbar. Aussagekräftig ist eine Beurteilung aber nur, wenn sie sich auch über spezifische juristische Kenntnisse und Fähigkeiten des Richters äußert. Andererseits darf auf den Richter kein Einfluss genommen werden, wie er bestimmte Fälle zu entscheiden hat, wobei auch indirekte und psychologische Einflussnahmen unzulässig sind. Daher entsteht immer wieder Streit, welche Äußerungen in Beurteilungen im Einzelfall zulässig sind.
Als zulässig gehalten wurden die Äußerungen, dass die Leistung des Richters jedenfalls in quantitativer Hinsicht allenfalls dem unteren Durchschnitt der Anforderungen entspreche, dass sein Arbeitspensum nicht zu befriedigen vermöge, dass der Richter sitzungsreife Sachen ohne erkennbaren Grund länger habe liegen lassen, dass Entscheidungsentwürfe des Richters (in einem Kollegialgericht) bis zuletzt teilweise nur mit wesentlichen Änderungen haben übernommen werden können, dass die Urteile des Richters durch eingehendere Würdigung des Parteivorbringens an Überzeugungskraft gewinnen würden, dass in Einzelfällen die genaue Verbindung der Rechtssätze mit den konkreten Tatsachen nicht ganz gelungen scheine und dass ein Richter ein nicht übersehbares problematisches Sozialverhalten zeige und der Richter unübersehbare Persönlichkeitsdefizite aufweise.
Für unzulässig gehalten wurde eine Äußerung darüber, wie oft Entscheidungen des Richters vom Rechtsmittelgericht aufgehoben wurden, sowie eine Äußerung darüber, wie viele in einem Jahr eingegangene Verfahren der Richter durch Urteile und nicht auf andere Art erledigt hat. Ebenfalls als unzulässig gehalten wurden die Äußerungen, im Vordergrund der Erörterungen der Sach- und Rechtslage stehe meist das Bemühen, einer gerichtlichen Entscheidung aus dem Weg zu gehen, der Richter hätte sich in geeigneten Fällen des Grundsatzes der Mündlichkeit bedienen sollen, der Richter sei der Anregung, einen weiteren Sitzungstag in der Woche abzuhalten, nicht nachgekommen, und die Verhandlungsführung des Richters sei nicht straff genug.
Kritisiert wird mitunter, dass in Beurteilungen unangepasstes Verhalten eines Richters sanktioniert werden könne, was dessen Unabhängigkeit gefährde. „Wehrt man sich – als aufrechter und unabhängiger Richter – offensiv, führt dies zur 'Feststellung' von Defiziten im Bereich der Selbstkritik.“

### Diskussionen um die richterliche Unabhängigkeit
Die freiheitliche demokratische Grundordnung und die Funktion der Gerichte im Gefüge der Gewaltenteilung verlangen eine von Legislative und Exekutive unabhängige Justiz.
Die Richterschaft kritisiert deshalb zunehmend die politische Einflussnahme über die Richterwahlausschüsse (Art. 95 Abs. 2 und Art. 98 Abs. 4 GG) und die faktische Präjudizienwirkung höchstrichterlicher Urteile auf die Instanzgerichte.
Daneben steht seit Jahren die Forderung nach einer Selbstverwaltung der Justiz mit eigenem Haushalt und voller Personalhoheit. In diesem Zusammenhang legte im Jahr 2019 das Verwaltungsgericht Wiesbaden dem EuGH unter anderem die Frage vor, ob es sich bei dem vorlegenden Verwaltungsgericht um ein unabhängiges Gericht handele. Hier stellt das Vorlagegericht seine institutionelle Unabhängigkeit vor dem Hintergrund infrage, dass hessische Richter vom hessischen Justizministerium ernannt und befördert werden.
Gerd Seidel vertrat 2002 die Ansicht, in der heutigen Zeit gingen die wirklichen Gefahren für die richterliche Unabhängigkeit von der Rechtsprechung selbst aus: Durch offensichtlich grob unverhältnismäßige und völlig unplausible Entscheidungen und Eskapaden im persönlichen Verhalten einzelner Richter werde die gesamte Richterschaft und oft auch der Rechtsstaat in Misskredit gebracht. Als Abhilfe schlug er vor, die bisherigen Beurteilungen durch den Dienstvorgesetzten zu ersetzen durch zweijährlich stattfindende Evaluierungen durch Kommissionen, die mit Richtern des gleichen Gerichts und des übergeordneten Rechtsmittelgerichts besetzt sein sollen.

## Reformbestrebungen

### Wahl der Bundesrichter
Das Verfahren bei der Wahl der Richter an den obersten Gerichtshöfen des Bundes wird immer wieder kritisiert. Insbesondere wird die mangelnde Transparenz des Verfahrens und die Tatsache, dass bei der Wahl neben der fachlichen Qualifikation auch die parteipolitische Ausrichtung der Kandidaten eine Rolle spielt, bemängelt. Dementsprechend forderten beispielsweise die Präsidenten der Oberlandesgerichte und des Bundesgerichtshofs auf ihrer Jahrestagung 2002 unter anderem, dass die Bundesrichter in einem transparenten Verfahren ausschließlich aufgrund ihrer persönlichen und fachlichen Eignung zu berufen seien. Der ehemalige Richter des Bundesverfassungsgerichts Ernst-Wolfgang Böckenförde spricht von „Parteipatronage“ und „personeller Machtausdehnung der Parteien“. Andererseits dient die Beteiligung von gewählten Abgeordneten bei der Richterwahl der Verwirklichung des Demokratieprinzips (Art. 20 Abs. 2 Satz 1 GG), während die Kooptation, also ein System, bei dem sich die Richterschaft durch Zuwahl selbst ergänzt, verfassungsrechtlich unzulässig wäre.

### Selbstverwaltung der Justiz
Weiter wird die Unabhängigkeit der Justiz von der Exekutive diskutiert. Schon der 40. Deutsche Juristentag 1953 hat angemahnt: „Gesetzgeberische Maßnahmen, um die Unabhängigkeit des erkennenden Richters sowohl durch die Art seiner Auswahl und Beförderung als auch durch seine Stellung gegenüber der Verwaltung institutionell zu sichern, sind notwendig zur Durchführung des Grundgesetzes.“
In der Empfehlung des Europarates über die Rolle der Richter und in den Kriterien der Europäischen Union über die Aufnahme neuer Mitgliedsländer heißt es: „Die für die Auswahl und Laufbahn der Richter zuständige Behörde sollte von der Exekutive unabhängig sein“. Heribert Prantl schreibt hierzu: „Das ist so in Frankreich, Spanien, Italien, Norwegen, Dänemark und in den Niederlanden – in Deutschland nicht. Deutschland wäre also, wäre es nicht schon Kernland der EU, ein problematischer Beitrittskandidat […].“ Allerdings ist die – deutscher Tradition entsprechende – Richterberufung durch die Regierung oder den zuständigen Minister wegen der parlamentarischen Verantwortung der Regierung mit dem Demokratieprinzip vereinbar.
Sowohl der Deutsche Richterbund  als auch die Neue Richtervereinigung setzten sich für die Selbstverwaltung der Justiz ein.